# 成遵
成遵（1304年—1359年），字谊叔，南阳穰县人，元朝末年政治人物。
元统进士，为将仕郎。翰林院国史编修官，参与修纂泰定、明宗、文宗三朝实录。元顺帝至元四年（1338年），为应奉翰林文字。至正二年（1342年），为监察御史，多次指摘时弊，弹劾权贵。第二年以工部员外郎出任陕西行省员外郎，以母亲患病辞官归乡。至正十年（1350年），任工部尚书，视察黄河。至正十一年（1351年），上奏黄河故道不能恢复，反对脱脱、贾鲁治河方案。改任大都河间等处都转运使。至正十四年（1354年），转任武昌路总管。至正十七年（1357年），为中书左丞，分司彰德。至正十九年（1359年），因和太平友善，被太子爱猷识理达腊所恨，至正十九年（1359年），成遵被下狱，被杖杀而死。

## 延伸阅读
[在维基数据编辑]
 《元史·卷186》，出自宋濂《元史》
 《新元史/卷213》，出自柯劭忞《新元史》